# The波乗りレストラン
『the波乗りレストラン』（ザ・なみのりレストラン）は、2008年11月1日から11月9日に日本テレビ開局55年記念番組ならびにサザンオールスターズ結成30周年記念を兼ねて放送されたスペシャルドラマ。主演は大泉洋。
サザンオールスターズ30th×日本テレビ55th 33曲連作ドラマスペシャルのサブタイトルが付く。NNN系列全国30局ネット。ただし、各ネット局では作品によって放送時間が異なった。

## 概要
9日間を通して、サザンオールスターズの数々の曲をモチーフに、茅ヶ崎のとあるレストランを舞台に繰り広げられる1話完結の33本連作ショートドラマ。主演の大泉洋演じるマスター（小波健司〈さざなみ けんじ〉）のもとに、各話ワケありの客が集まってくるという構成になっている。各話が独立している短編ドラマであるが、最終話へ向けてそれぞれが連鎖しているという体系をとった。1話あたり10分で放送された。2008年12月22日には、スペシャルエディションが放送された。
レストランのロケ地は、茅ヶ崎でなく三浦半島の長浜海岸だった。他にも湘南が舞台となっているが、三浦海岸と思われる風景が多く登場する。サザンオールスターズとの繋がりから、大泉を初め、大泉が所属する演劇ユニット・TEAM NACSの安田顕・戸次重幸や、福山雅治、深津絵里、富田靖子、岸谷五朗など、アミューズに所属する俳優・女優が多数出演しており、サザンオールスターズのメンバーである関口和之と野沢秀行も出演している。
スポンサーは、TOYOTAとSOFINA beaute、KIRIN（#33のみ）であり、エンディングではドラマのセットをバックに、各社の商品が映される。ただし、一部の回では提供クレジットが自粛されており、スポットCM扱いで放映された。さらに放送局によっては編成上の都合で提供のナレーションがカットされる回もあった。

## 登場人物・出演者

### 登場人物
（大泉洋以外は登場順に表記）
- マスター（小波健司） - 大泉洋
- ロッキー - 布施博
- マドンナ - 富田靖子
- 先輩（長塚日出夫） - 西村雅彦
- クラウディア - 高野葵
- クライブディアの男 - 大村学
- たかあき - 平岡祐太
- ガッツ - 柳沢慎吾
- もぐたん - 星野真里
- 孝子（三島孝子） - 白石美帆
- ナポリ（時任守） - 岡田義徳
- もぐたんの母 - 岡本麗
- 三ツ和 - 小出恵介
- ディレクター - 井上真鳳
- のんちゃん（相沢典子） - 仲里依紗
- まこにゃん（木下真琴） - 田野アサミ
- ぴーちゃん（柴田弘子） - 小松彩夏
- 社長（西野） - 小倉久寛
- 田沢 - 中山京
- サラリーマン茂木 - 杉本哲太
- でっち君 - 賀来賢人
- 社長の秘書 - 蘭香レア
- 社長の奥様 - かとうかず子
- 会長（西野） - 久保晶
- ホームレス - 野沢"毛ガニ"秀行
- 代理店 - 戸次重幸
- 制作スタッフ - 今井隆文
- 女優 - 葉山エレーヌ
- 男優 - Mian
- CMディレクター - 吉田照美
- 旅館の人 - 奥山佳恵
- 牧場の人 - 麻生かほ里
- ヤクザ - 内藤浩次、徳井広基、中薗光博、上戸章、渡仲裕蔵
- アキラ - 関口和之
- さとし - パッパラー河合
- 夢の3人組 - 村川絵梨、高橋真唯、水沢エレナ
- 警備員 - 坂田直貴、村上剛基、未来弥
- ヤクザの組長 - サンプラザ中野くん
- 金城 - 偉藤厚次
- ボスの女 - 城戸千夏、前田美香
- 先輩の妻 - 高橋ひとみ
- マサオ - 山崎一
- 三崎 - 吉高由里子
- 三崎の上司 - 鈴木浩介
- 漁師 - でんでん
- まこにゃんの母 - 内田春菊
- 医者 - 安田顕
- でっち君の母 - 田島令子
- 一番弟子 - 東根作寿英
- 大西 - 岸谷五朗
- 女の子 - 叶千佳、松田沙紀
- サラリーマン - 飯野智行、野元学二、平野貴大
- ウェイトレス - 安座間美優
- ぴーちゃんの彼氏 - 森本亮治
- 山田小雨 - 松下由樹
- 山田の夫 - 乃木涼介
- マスターの友人 - 今國雅彦
- マスターの友人の母 - 木村翠
- 亜美 - 深津絵里
- けーすけ - 福山雅治

### 出演者
（大泉洋以外は登場順に表記）
- #1：大泉洋、布施博、富田靖子、西村雅彦、高野葵
- #2：大泉洋、西村雅彦、平岡祐太
- #3：大泉洋、柳沢慎吾、西村雅彦、星野真里、布施博
- #4：大泉洋、白石美帆、岡田義徳
- #5：大泉洋、白石美帆、岡田義徳
- #6：星野真里、岡本麗、布施博、小出恵介、井上真鳳
- #7：大泉洋、仲里依紗、田野アサミ、小松彩夏、富田靖子、小倉久寛
- #8：小松彩夏、仲里依紗、中山京
- #9：杉本哲太、白石美帆、岡田義徳
- #10：大泉洋、西村雅彦、布施博、賀来賢人、小倉久寛、蘭香レア、かとうかず子、仲里依紗、田野アサミ、小松彩夏、富田靖子、久保晶
- #11：大泉洋、仲里依紗、小松彩夏、田野アサミ、野沢"毛ガニ"秀行、戸次重幸、今井隆文、葉山エレーヌ、Mian、吉田照美、西村雅彦、布施博
- #12：大泉洋、布施博、富田靖子、小倉久寛
- #13：西村雅彦、布施博、平岡祐太、仲里依紗、田野アサミ、小松彩夏、星野真里
- #14：大泉洋、星野真里、西村雅彦、岡本麗、奥山佳恵、布施博、小倉久寛、麻生かほ里
- #15：平岡祐太、内藤浩次、徳井広基、上戸章、中園光博、渡仲裕蔵、布施博、星野真里、小倉久寛、岡田義徳、白石美帆、杉本哲太、西村雅彦
- #16：小松彩夏、仲里依紗、賀来賢人、関口和之、パッパラー河合
- #17：大泉洋、杉本哲太、白石美帆、岡田義徳、星野真里、小出恵介
- #18：大泉洋、村川絵梨、高橋真唯、水沢エレナ、坂田直貴、村上剛基、未来弥、西村雅彦、小松彩夏、田野アサミ、仲里依紗
- #19：サンプラザ中野くん、西村雅彦、偉藤厚次、内藤浩次、徳井広基、上戸章、中園光博、渡仲裕蔵、城戸千夏、前田美香、賀来賢人、高橋ひとみ、布施博、小倉久寛、岡田義徳、杉本哲太、野沢"毛ガニ"秀行、平岡祐太
- #20：山崎一、高橋ひとみ
- #21：西村雅彦、平岡祐太、高橋ひとみ
- #22：吉高由里子、鈴木浩介、平岡祐太、でんでん
- #23：大泉洋、西村雅彦、高橋ひとみ、平岡祐太、でんでん、野沢"毛ガニ"秀行
- #24：大泉洋、田野アサミ、仲里依紗、小松彩夏、内田春菊、星野真里
- #25：大泉洋、布施博、岡田義徳、小倉久寛、賀来賢人、富田靖子、安田顕
- #26：大泉洋、仲里依紗、賀来賢人、田島令子、東根作寿英、富田靖子、平岡祐太、杉本哲太
- #27：大泉洋、岸谷五朗、戸次重幸、田野アサミ、仲里依紗、岡田義徳、杉本哲太、小倉久寛、白石美帆、柳沢慎吾、野沢"毛ガニ"秀行、叶千佳、松田沙紀
- #28：大泉洋、小倉久寛、かとうかず子、富田靖子、高橋ひとみ、飯野智行、野元学二、平野貴大、布施博
- #29：白石美帆、岡田義徳、杉本哲太、布施博、富田靖子、野沢"毛ガニ"秀行、戸次重幸、仲里依紗、田野アサミ
- #30：大泉洋、仲里依紗、小松彩夏、小出恵介、安座間美優、森本亮治、田野アサミ、杉本哲太
- #31：大泉洋、松下由樹、乃木涼介
- #32：大泉洋、松下由樹、星野真里、戸次重幸、今岡雅彦、野沢"毛ガニ"秀行、木村翠
- #33：大泉洋、布施博、戸次重幸、富田靖子、杉本哲太、賀来賢人、仲里依紗、田野アサミ、小松彩夏、岡田義徳、白石美帆、星野真里、松下由樹、深津絵里、福山雅治

## スタッフ
- 脚本・総合演出：大宮エリー
- 演出：石尾純、田中峰弥
- プロデューサー：池田健司、小泉守、原田知明
- コンテンツプロデューサー：堅田真人
- 制作：相馬信之、三枝孝臣
- キャスティングプロデューサー：納富聡
- 撮影：二之宮行弘、高荷典正、岡本世基
- 照明：細矢賢一
- 音声：奥雅人
- VE：田中拓己
- 編集：山中貴夫
- オフライン編集：星名隆志、西原政和
- ノンリニア：永田悦則
- 仕上：豊里泰宏
- 音響効果：原田慎也、四元裕二 (メディアハウス)
- MA：関谷行雄、吉田拓史
- 美術プロデューサー：本田邦宏
- 美術デザイン：きくちまさと
- 美術進行：久保典子
- 大道具：林直行
- 建具：阿久津正巳
- 装飾：岩井建志
- 持道具：SAORI
- スタイリスト：藤井享子
- ヘアメイク：APREA
- スケジュール：柿沼竹生
- 演出補：中矢和伸、山下司
- 制作担当：由利芳伸
- 制作主任：井上順、中川聡子
- 制作デスク：大下由美
- AP：古草麻実
- 電波PR：山川一明
- ホームページ：倉澤信人
- スチール：江尻千世子
- 考査：松村あゆみ
- タイトルバック：岡野正広
- 企画協力：三上絵理子、石尾純
- 車輌：麻生リース、タカハシレーシング、エルエーカンパニー
- ロケ協力：湘南藤沢フィルムコミッション
- 技術協力：グランメール
- 美術協力：フジアール
- 編集・MA：映広
- スタジオ：日活撮影所
- 協力：CREATIVE OFFICE CUE[1]
- 制作協力：トータルメディアコミュニケーション
- 企画：日本テレビ、アミューズ
- 企画制作：サザン30×日本テレビ
- 製作著作：「the波乗りレストラン」製作委員会（D.N.ドリームパートナーズ、アミューズソフトエンタテインメント、VAP）

### the波乗りレストラン 応援団
- 編成企画：寺内壯、戸田一也
- 編成：鯉渕友康
- 営業：草柳和宏、井田佳男
- 宣伝：向笠啓祐
- マルチユース：古賀倫明、宮本宣嗣、小林将高
- ライツ審査：船越雅史
- ネットワーク：小野直子
- ビジネス事業：上田浩司
- デジタル制作：別府彩夏
- ライツ事業：北澤毅、加藤高広、炭谷宗佑

## 放送一覧
| 話 | 主題曲（タイトル）                       | 日本テレビ（関東地区）における放送時間 | 日本テレビ（関東地区）における放送時間    | 備考 | DVDでの順 |
| -- | ---------------------------------------- | -------------------------------------- | ----------------------------------------- | ---- | --------- |
| 1  | チャコの海岸物語                         | 2008年11月1日（土曜日）                | 7:20 - 7:30（ズームイン!!サタデー内）     | ★    | 第1話     |
| 2  | Oh!クラウディア                          | 2008年11月1日（土曜日）                | 13:30 - 13:40                             |      | 第2話     |
| 3  | 愛と欲望の日々                           | 2008年11月1日（土曜日）                | 23:55 - 24:05 ※1                          | ●    | 第3話     |
| 4  | 愛の言霊 〜Spiritual Message             | 11月2日（日曜日）                      | 13:25 - 13:35                             |      | 第4話     |
| 5  | TSUNAMI                                  | 11月2日（日曜日）                      | 17:15 - 17:25                             |      | 第5話     |
| 6  | 心を込めて花束を                         | 11月2日（日曜日）                      | 23:55 - 24:05                             | ●    | 第6話     |
| 7  | 太陽は罪な奴                             | 11月3日（月曜日、文化の日）            | 9:42頃 - 9:52頃（スッキリ!!内）           | ☆    | 第7話     |
| 8  | 涙のキッス                               | 11月3日（月曜日、文化の日）            | 15:50 - 16:00                             |      | 第8話     |
| 9  | Ya Ya (あの時代を忘れない)               | 11月3日（月曜日、文化の日）            | 23:58 - 24:08                             | ●    | 第9話     |
| 10 | シュラバ★ラ★バンバ                       | 11月3日（月曜日、文化の日）            | 25:09 - 25:19                             |      | 第10話    |
| 11 | 忘れられた Big Wave                      | 11月4日（火曜日）                      | 9:42頃 - 9:52頃（スッキリ!!内）           | ☆    | 第11話    |
| 12 | そんなヒロシに騙されて                   | 11月4日（火曜日）                      | 15:50 - 16:00                             |      | 第12話    |
| 13 | いとしのエリー                           | 11月4日（火曜日）                      | 23:58 - 24:08                             | ●    | 第13話    |
| 14 | 逢いたくなった時に君はここにいない       | 11月4日（火曜日）                      | 25:09 - 25:19                             |      | 第14話    |
| 15 | フリフリ'65                              | 11月5日（水曜日）                      | 9:42頃 - 9:52頃（スッキリ!!内）           | ☆    | 第15話    |
| 16 | 素敵な夢を叶えましょう                   | 11月5日（水曜日）                      | 15:50 - 16:00                             |      | 第17話★   |
| 17 | 君だけに夢をもう一度                     | 11月5日（水曜日）                      | 23:58 - 24:08                             | ●    | 第18話★   |
| 18 | エロティカ・セブン                       | 11月5日（水曜日）                      | 25:09 - 25:19                             |      | 第19話★   |
| 19 | マンピーのG★SPOT                         | 11月6日（木曜日）                      | 9:42頃 - 9:52頃（スッキリ!!内）           | ☆    | 第16話★   |
| 20 | ミス・ブランニュー・デイ                 | 11月6日（木曜日）                      | 15:50 - 16:00                             |      | 第20話    |
| 21 | シャボン                                 | 11月6日（木曜日）                      | 23:58 - 24:08                             | ●    | 第21話    |
| 22 | 愛する女性とのすれ違い                   | 11月6日（木曜日）                      | 25:18 - 25:28                             |      | 第22話    |
| 23 | みんなのうた                             | 11月7日（金曜日）                      | 9:42頃 - 9:52頃（スッキリ!!内）           | ☆    | 第23話    |
| 24 | 栞のテーマ                               | 11月7日（金曜日）                      | 15:50 - 16:00                             |      | 第24話    |
| 25 | 夕陽に別れを告げて                       | 11月7日（金曜日）                      | 23:55 - 24:05                             | ▲    | 第25話    |
| 26 | 勝手にシンドバッド                       | 11月7日（金曜日）                      | 26:00 - 26:10                             |      | 第26話    |
| 27 | いなせなロコモーション                   | 11月8日（土曜日）                      | 7:15頃 - 7:25頃（ズームイン!!サタデー内） | ★    | 第27話    |
| 28 | HOTEL PACIFIC                            | 11月8日（土曜日）                      | 13:30 - 13:40                             |      | 第28話    |
| 29 | LONELY WOMAN                             | 11月8日（土曜日）                      | 16:45 - 16:55                             |      | 第29話    |
| 30 | 君こそスターだ                           | 11月8日（土曜日）                      | 23:55 - 24:05 ※2                          | ●    | 第30話    |
| 31 | 真夏の果実                               | 11月9日（日曜日）                      | 13:25 - 13:35                             |      | 第31話    |
| 32 | LOVE AFFAIR 〜秘密のデート〜             | 11月9日（日曜日）                      | 17:15 - 17:25                             |      | 第32話    |
| 33 | 茅ヶ崎に背を向けて                       | 11月9日（日曜日）                      | 22:30 - 23:30 ※3（視聴率13.1％）          | ●    | 第33話    |
|    | 波乗りレストラン・スペシャルエディション | 12月22日（月曜日）                     | 20:54 - 22:48（視聴率7.1％）              |      |           |

備考
- ●…日本テレビ系列 全国30局完全同時ネット【月〜木23:58-、土日23:55-、最終話】
  - ▲…全国で「the波乗りレストラン」が放送されるが、一部地域で別の話に差し替え【金23:55-】
- ★…「ズームイン!!サタデー」ネット局 全国29局同時ネット【土曜朝】
- ☆…「スッキリ!!」ネット局 全国23局同時ネット【平日朝】
- 無印…基本的に同時ネット局なし（例外あり）
- ※…プロ野球日本シリーズ中継延長により放送時間を繰り下げて放送。※1は15分、※2は50分、※3は55分繰り下げ。（系列局において、1日・8日深夜放送分も繰り下げられた）

系列局において無印の話や非ネット局での★☆の話は、11月1日の第1話放送後から（全国ネットの番組があるので、つまり1日の午前中から）11月9日の最終話放送前まで（ゴールデンタイムの番組があるので、つまり9日の夕方まで）の午前・日中・深夜などに1話ごと、もしくは複数話まとめて放送された。ただし、日テレ基準の話数順には放送されなかった（極力順番通りに放送した局もあればバラバラに放送した局もある。また、編成上の都合から日テレよりも早く放送された話がある局もある）。
また、各局の夕方ローカル番組のうち、福島FCTは「ゴジてれ Chu!」内、静岡SDTは「静岡○ごとワイド」内でも放送された。
この番組では字幕放送が実施されたが、同時ネットしない時間帯では字幕放送を実施されなかった（西日本放送など一部放送局）。

### 地上波以外の放送
- BSデジタル放送「BS日テレ」 - 11月8日19:00 - 20:54、9日18:30 - 20:54にまとめて放送（#1〜#32まで日テレ基準の話数順に放送、#33は放送されず）、2009年1月3日19:00 - 20:54に「波乗りレストラン・スペシャルエディション」を放送。
- CS放送「日テレプラス」 - 2009年1月まとめて放送。
- 番組ホームページ - 33話のうち5話を配信。
- 番組携帯サイト - 6話を配信。そのうち5話は有料。
- Music & Videoチャネル（NTTドコモのダウンロードサービス） - 期間ごとに2〜3話、全5話を有料配信。
- CS放送「チャンネルNECO」 - 2009年9月に数話ずつまとめて全33話放送。